# کروهورست (ساسکس شرقی)
کروهورست (به انگلیسی: Crowhurst) یک روستا و محله مدنی در بریتانیا است که در Rother واقع شده‌است. کروهورست ۱۰٫۱ کیلومتر مربع مساحت و ۸۹۱ نفر جمعیت دارد.